# Justitium
Justitium, lat., var inom romersk rätt ett upphörande av domstolarnas verksamhet till följd av förhållanden, som var oberoende av deras vilja, till exempel krig, farsot och så vidare I moderna termer motsvaras detsamma av undantagstillstånd.
Då under justitium parterna saknade möjlighet att fullfölja sin rätt, så inräknades inte den tid, under vilken justitium varade, i de frister, som annars var bestämda för vissa rättsliga handlingar (jfr moratorium).